# Луис Густаво
Луис Густаво Диас (роден 23 юли 1987 г.) е бразилски професионален футболист, който играе като дефанзивен халф за Сао Пауло.
Луис Густаво започва кариерата си като ляв бек, но е играл предимно като дефанзивен халф в Германия. Той също е играл като централен защитник.